# استرانگولاگالی
استرانگولاگالی (به ایتالیایی: Strangolagalli) یک کومونه در ایتالیا است که در استان فروزینونه واقع شده‌است. استرانگولاگالی ۱۰٫۵ کیلومتر مربع مساحت و ۲٬۵۴۴ نفر جمعیت دارد و ۲۳۲ متر بالاتر از سطح دریا واقع شده‌است.